# コティホローシュコ

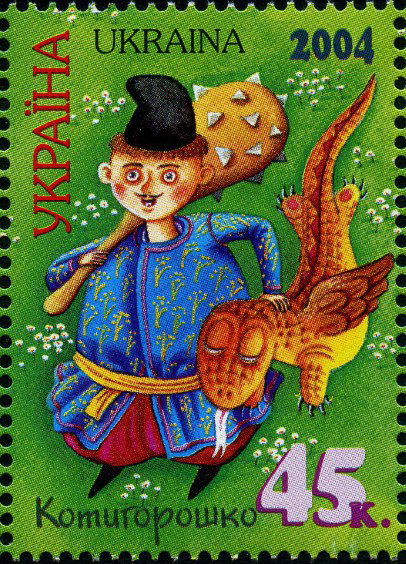
「コティホローシュコ切手」コンスタン・ラヴラ絵

コティホローシュコ（ウクライナ語：Котигорошко、意訳：「豆太郎」、「エンドウ豆太郎」）は、ウクライナの民話に登場する主人公、豌豆から生まれた不思議な力を持つ男の子である。またその主人公とする昔話の題名である。日本の桃太郎と類似性を持つ。

## 概要
コティホローシュコについての民話は様々であるが、どのバリエーションにおいてもドラゴン退治の場面が物語の中軸となっている。
典型的なコティホローシュコの民話では、コティホローシュコはドラゴンに子供を奪われた夫婦の間に誕生したとされる。婦人は川で洗濯していたとき、道を転がっている豌豆を見つけてそれを食べる。その後、婦人は男の子を産み、その男の子に「コティホローシュコ」（転がっている豌豆の子）という名をつける。男の子はまたたくまに成長し、人並みはずれた強大な力を持つようになる。ある日、コティホローシュコはドラゴンに奪われた兄姉を救うことを決意し、そして、鍛冶屋にドラゴンを倒すための鉄の棍棒を作らせ、ドラゴン退治に出発する。旅の途中でコティホローシュコは、ヴェルヌィーホラ（山砕き）、ヴェルヌィドゥーブ（木抜き）、クルティヴース（長髭）という三人のコサックの魔法使いに出会って友達となる。この三人はドラゴンとの戦いでコティホローシュコを助け、コティホローシュコはドラゴン退治に成功する。
豌豆はスラヴ人の神話や民話にしばしば登場する植物である。農業社会にとっての豌豆は、生命力・肥沃・繁栄を象徴している。特に東スラヴ人の文化において、豌豆は世界の誕生を祝う大祭（現在のクリスマス）や多産を祈る結婚式などで用いられる。